# Велучана (Ређо Емилија)
Велучана је насеље у Италији у округу Ређо Емилија, региону Емилија-Ромања.
Према процени из 2011. у насељу је живело 39 становника. Насеље се налази на надморској висини од 436 м.